# 角叫鴨
角叫鴨（學名：Anhima cornuta）是屬於叫鴨科的一種雁鴨類，此科外型均迥異於一般雁鴨外觀，角叫鴨屬（學名：Anhima）的單型種，即唯一一種。分佈於南美洲，數量正在下降。

## 分佈
玻利維亞、巴西、哥倫比亞、厄瓜多爾、法屬圭亞那、巴拉圭、秘魯、蘇里南和委內瑞拉。

## 形態
前額長有約10厘米的硬質角，細長而彎曲，喙與雞類似，翅膀上長有兩個大小不同的距。腳趾長，蹼已退化一半，適合在濕地步行。

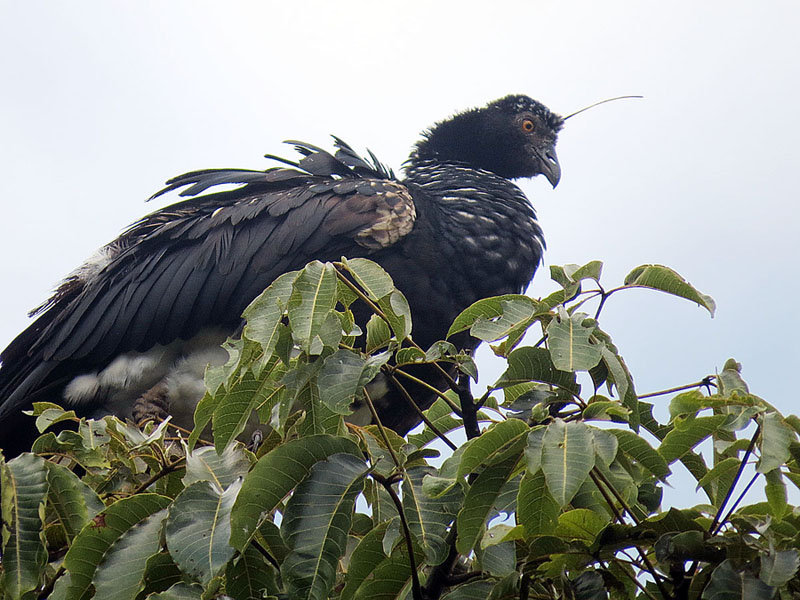
停棲的角叫鴨

## 習性
善於涉水和游泳，主要棲息於海拔800以下的平原水域，但有時也會上樹。主要吃水生植物的草木種子，果實等，偶爾也捕食昆蟲。叫聲洪亮，遠處也能聽見，有時會在晚上聚集在起鳴叫。在沼澤地中築巢，屬於浮巢。每次產卵4-7枚，孵化期43-45天。5年一代。

## 腳註
1. ↑  BirdLife International. 2016. Anhima cornuta. The IUCN Red List of Threatened Species 2016: e.T22679723A92826187. http://dx.doi.org/10.2305/IUCN.UK.2016-3.RLTS.T22679723A92826187.en. （英文）
2. ↑  Delany, S.; Scott, D. 2006. Waterbird population estimates. Wetlands International, Wageningen, The Netherlands.